# Ібріану (Бреїла)
Ібріану (рум. Ibrianu) — село у повіті Бреїла в Румунії. Входить до складу комуни Гредіштя.
Село розташоване на відстані 135 км на північний схід від Бухареста, 45 км на захід від Бреїли, 54 км на захід від Галаца, 145 км на схід від Брашова.

## Населення
За даними перепису населення 2002 року у селі проживали 848 осіб. Усі жителі села рідною мовою назвали румунську.
Національний склад населення села:
| Національність | Кількість осіб | Відсоток |
| -------------- | -------------- | -------- |
| румуни         | 838            | 98,8%    |
| цигани         | 10             | 1,2%     |